# Факсон (Пенсільванія)
Факсон (англ. Faxon) — переписна місцевість (CDP) в США, в окрузі Лайкомінг штату Пенсільванія. Населення — 1445 осіб (2020).

## Географія
Факсон розташований за координатами 41°15′20″ пн. ш. 76°58′38″ зх. д. / 41.25556° пн. ш. 76.97722° зх. д. (41.255677, -76.977138).  За даними Бюро перепису населення США в 2010 році переписна місцевість мала площу 1,23 км², уся площа — суходіл.

## Демографія
Згідно з переписом 2010 року, у переписній місцевості мешкало 1395 осіб у 622 домогосподарствах у складі 406 родин. Густота населення становила 1138 осіб/км².  Було 659 помешкань (538/км²).
Расовий склад населення:
| - 96,8 % — білих - 1,3 % — чорних або афроамериканців - 1,1 % — азіатів - 0,1 % — корінних американців |

До двох чи більше рас належало 0,6 %. Частка іспаномовних становила 0,9 % від усіх жителів.
За віковим діапазоном населення розподілялося таким чином: 19,9 % — особи молодші 18 років, 55,9 % — особи у віці 18—64 років, 24,2 % — особи у віці 65 років та старші. Медіана віку мешканця становила 48,8 року. На 100 осіб жіночої статі у переписній місцевості припадало 96,5 чоловіків;  на 100 жінок у віці від 18 років та старших — 91,4 чоловіків також старших 18 років.
Середній дохід на одне домашнє господарство  становив 60 988 доларів США (медіана — 43 776), а середній дохід на одну сім'ю — 86 375 доларів (медіана — 87 847). За межею бідності перебувало 4,0 % осіб, у тому числі 10,5 % дітей у віці до 18 років та 0,0 % осіб у віці 65 років та старших.
Цивільне працевлаштоване населення становило 582 особи. Основні галузі зайнятості: освіта, охорона здоров'я та соціальна допомога — 44,5 %, роздрібна торгівля — 10,8 %, будівництво — 9,1 %, виробництво — 8,1 %.